# Beijing U7
Beijing U7 (ранее Senova D70) — среднеразмерный седан, выпуск которого начался в 2013 году.

## Первое поколение (2013—2017)
Senova D70 ранее был известен как Beijing Auto Shenbao D-Series, который выпускался в двух комплектациях: Shenbao D280 и Shenbao D320. Прототип — Beijing Auto C70G. Серия Shenbao D, основанная на Saab 9-5, дебютировала в 2013 году на Шанхайском автосалоне, а продажи начались 11 мая 2013 года. Ценовой диапазон варьировался от 165800 до 235800 юаней. В 2014 году серия Beijing Auto Senova D была переименована в Beijing Auto Senova D70, а ценовой диапазон стал варьироваться от 139800 до 215800 юаней. Senova D70 оснащался различными вариантами двигателей: 1,8-литровым бензиновым двигателем с турбонаддувом мощностью 177 л. с., 2,0-литровым бензиновым двигателем с турбонаддувом мощностью 204 л. с. и 2,3-литровым бензиновым двигателем с турбонаддувом мощностью 250 л. с. Двигатели сочетались в паре с пятиступенчатой автоматической трансмиссией.

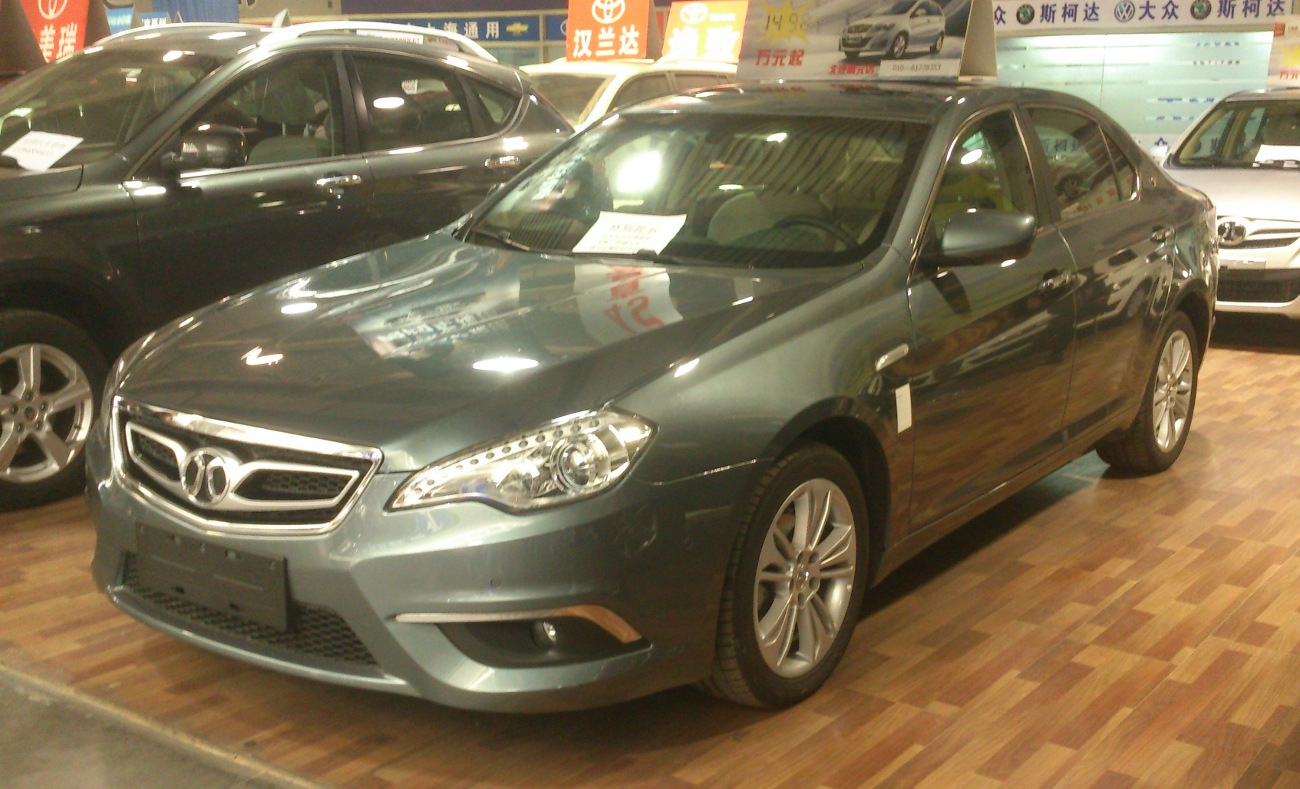
Senova D70
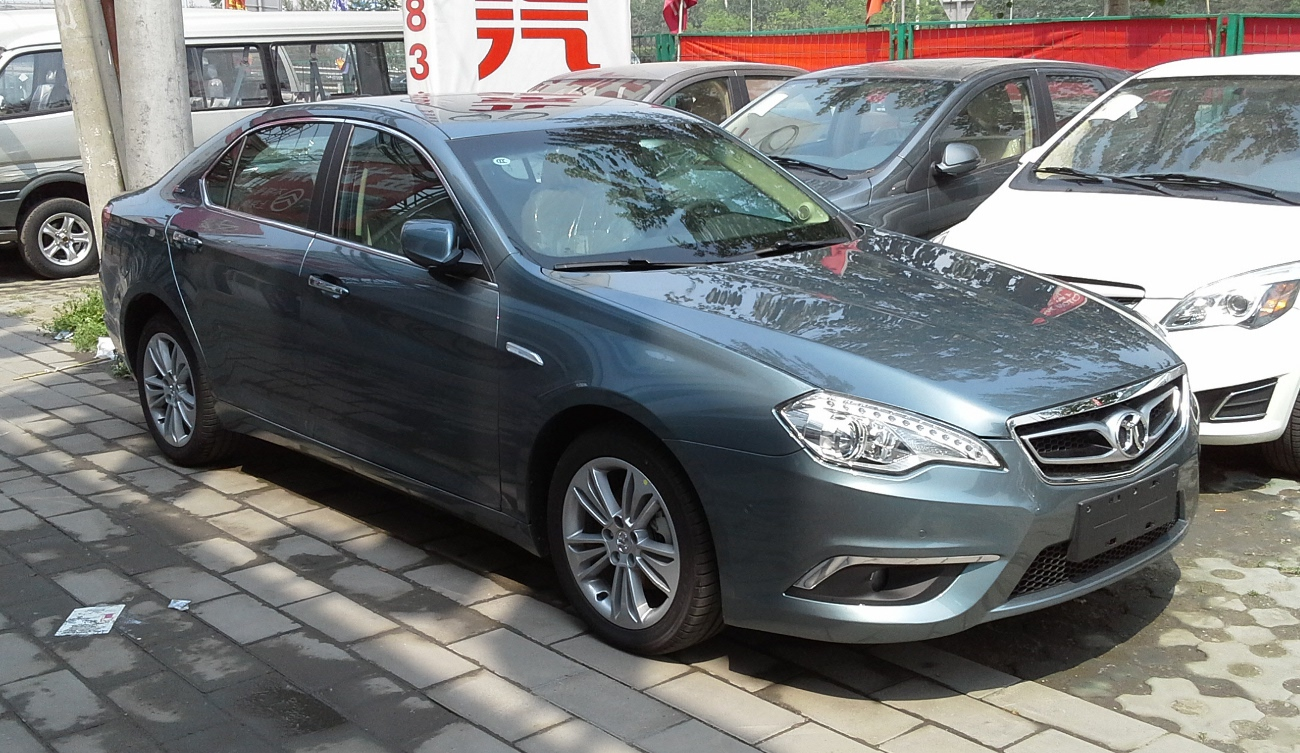
Вид спереди
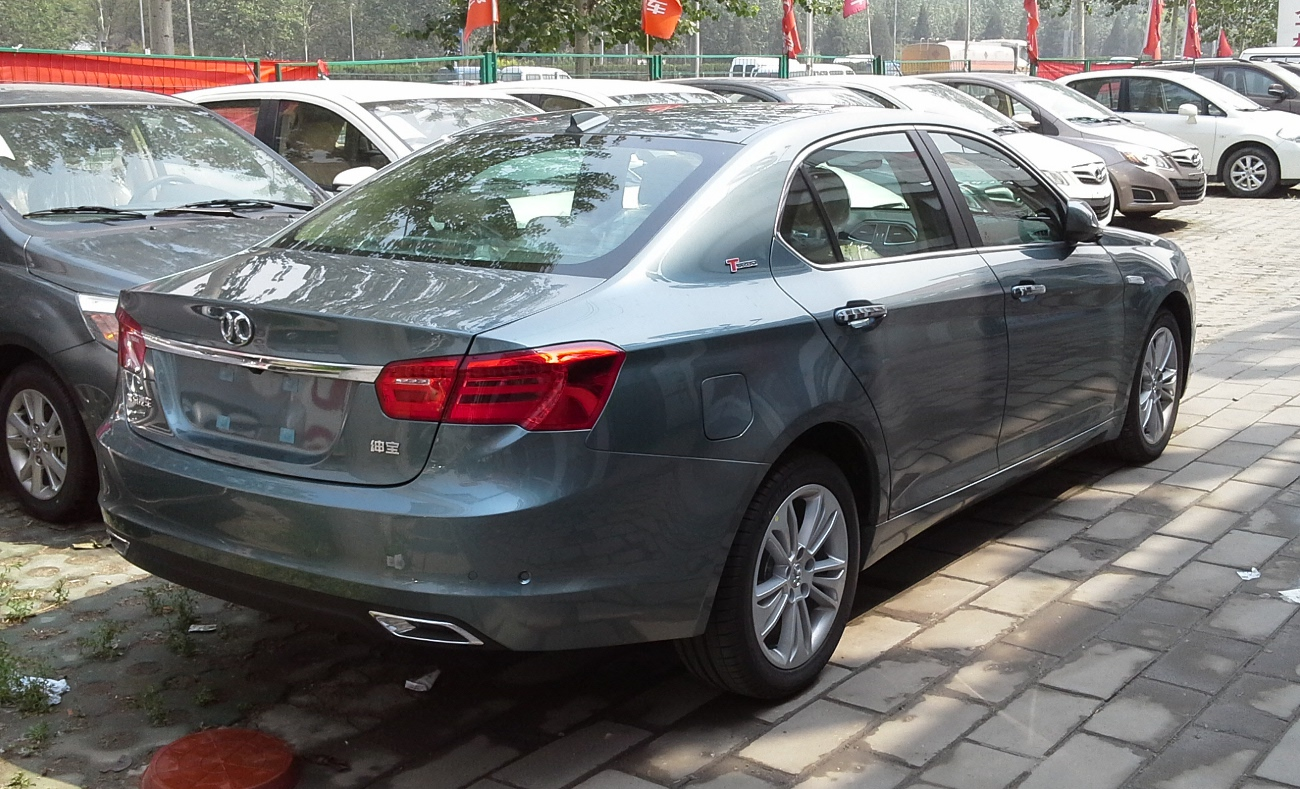
Вид сзади

### Senova D80
Senova D80 дебютировал в 2014 году в Гуанчжоу. Он являлся удлинённым вариантом Senova D70 и оснащался теми же двигателями: 1,8-литровым бензиновым двигателем с турбонаддувом мощностью 177 л. с., 2,0-литровым бензиновым двигателем с турбонаддувом мощностью 204 л. с. и 2,3-литровым бензиновым двигателем с турбонаддувом мощностью 250 л. с. Производство началось в апреле 2015 года и закончилось в 2017 году. По сравнению с D70, длина D80 увеличена на 85 мм, ширина — на 40 мм, высота — на 21 мм, а колёсная база — на 75 мм.

## Второе поколение (2018 — настоящее время)
Второе поколение Senova D70 было представлено в октябре 2018 года под китайским названием «Zhidao» (智道) и с новым языком дизайна «Offspace».

В 2019 году D70 был переименован в Beijing U7. Автомобиль приводится в движение 1,5-литровым бензиновым двигателем с турбонаддувом мощностью 110 кВт и крутящим моментом 210 Н·м, который сочетается в паре с шестиступенчатой механической или бесступенчатой трансмиссией.

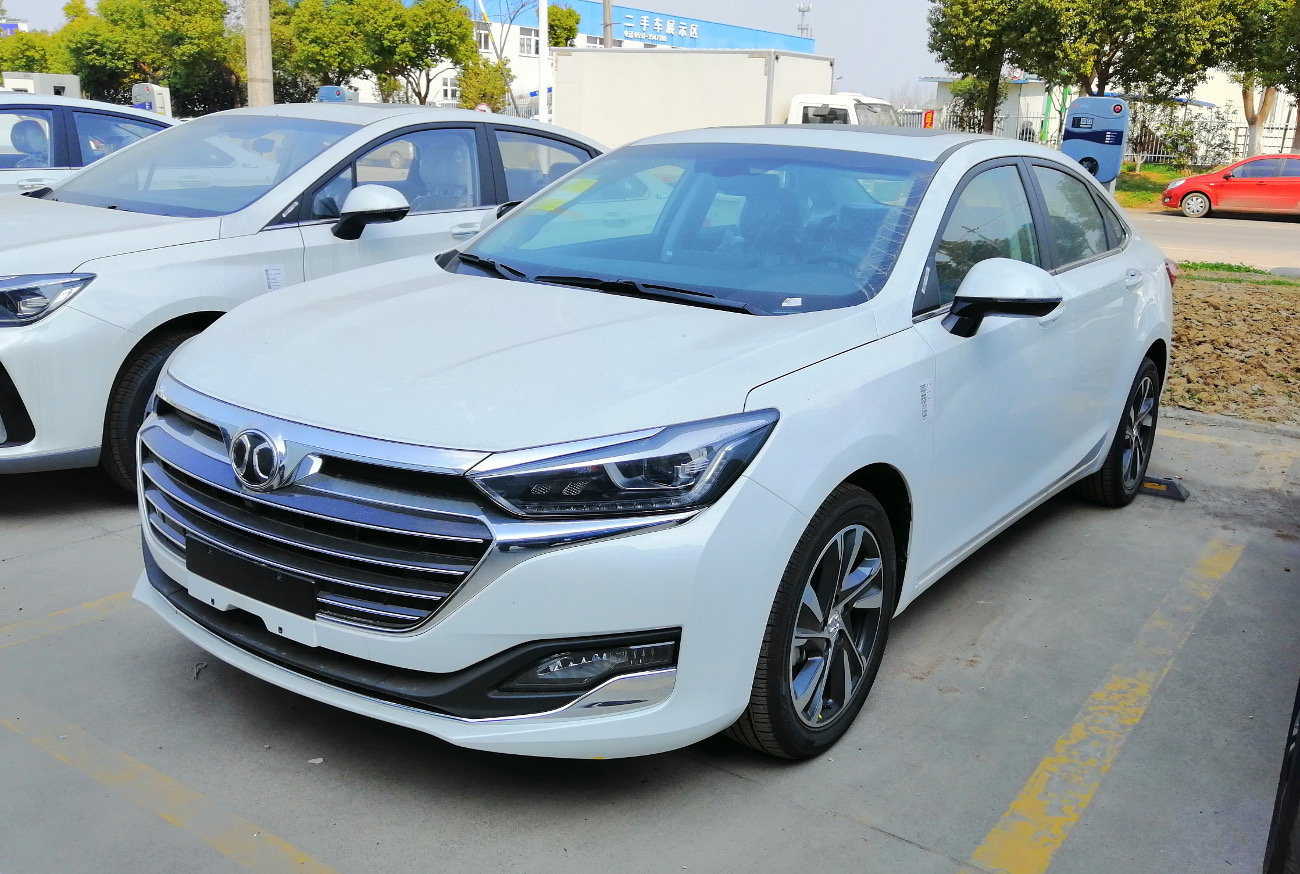
Вид спереди
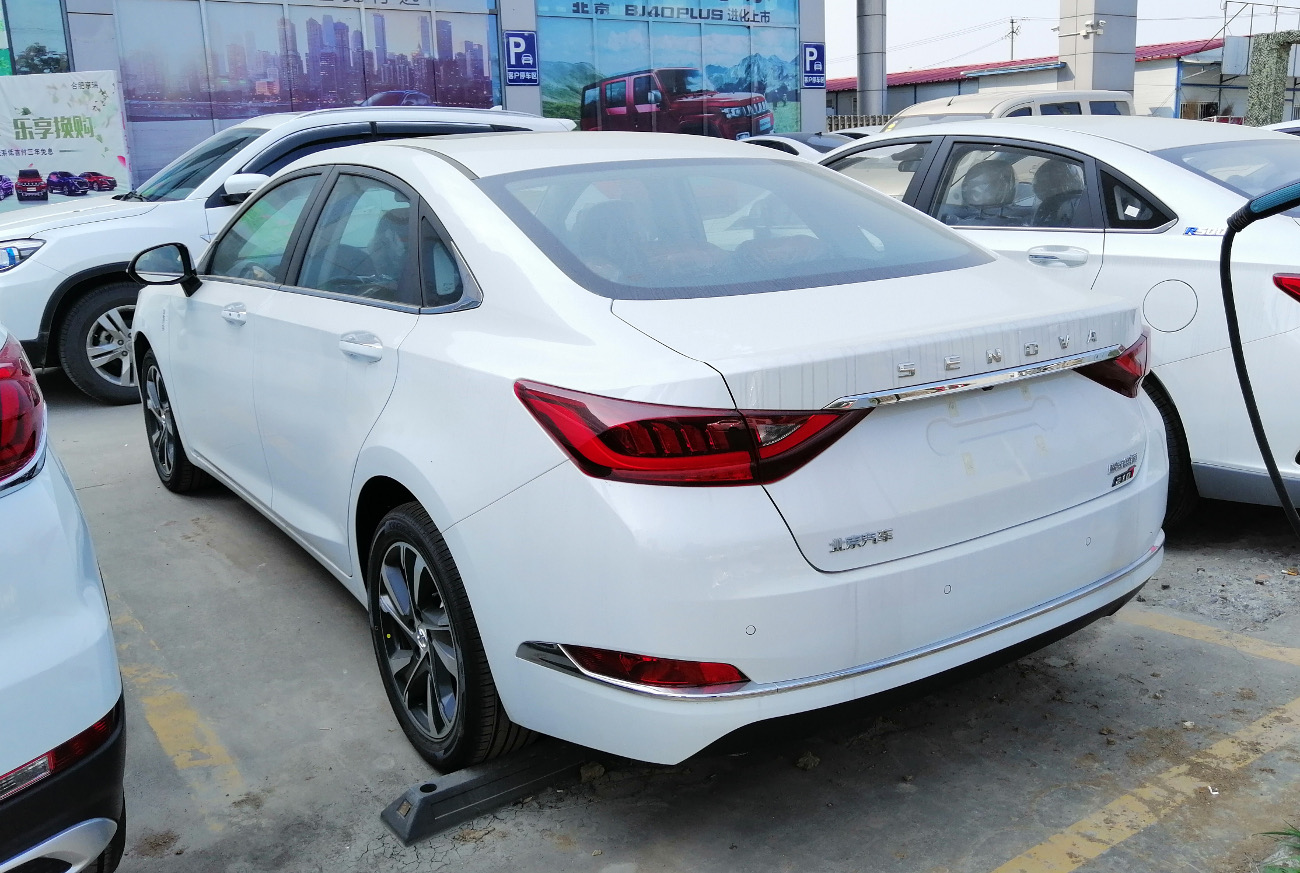
Вид сзади

### Beijing EU7
В сентябре 2019 года начались продажи электромобиля Beijing EU7. Автомобиль приводится в движение электродвигателем мощностью 136 кВт (218 л. с.). Заявленный запас хода составляет 450 км по циклу NEDC. Стоимость насчитывается от 160000 юаней.

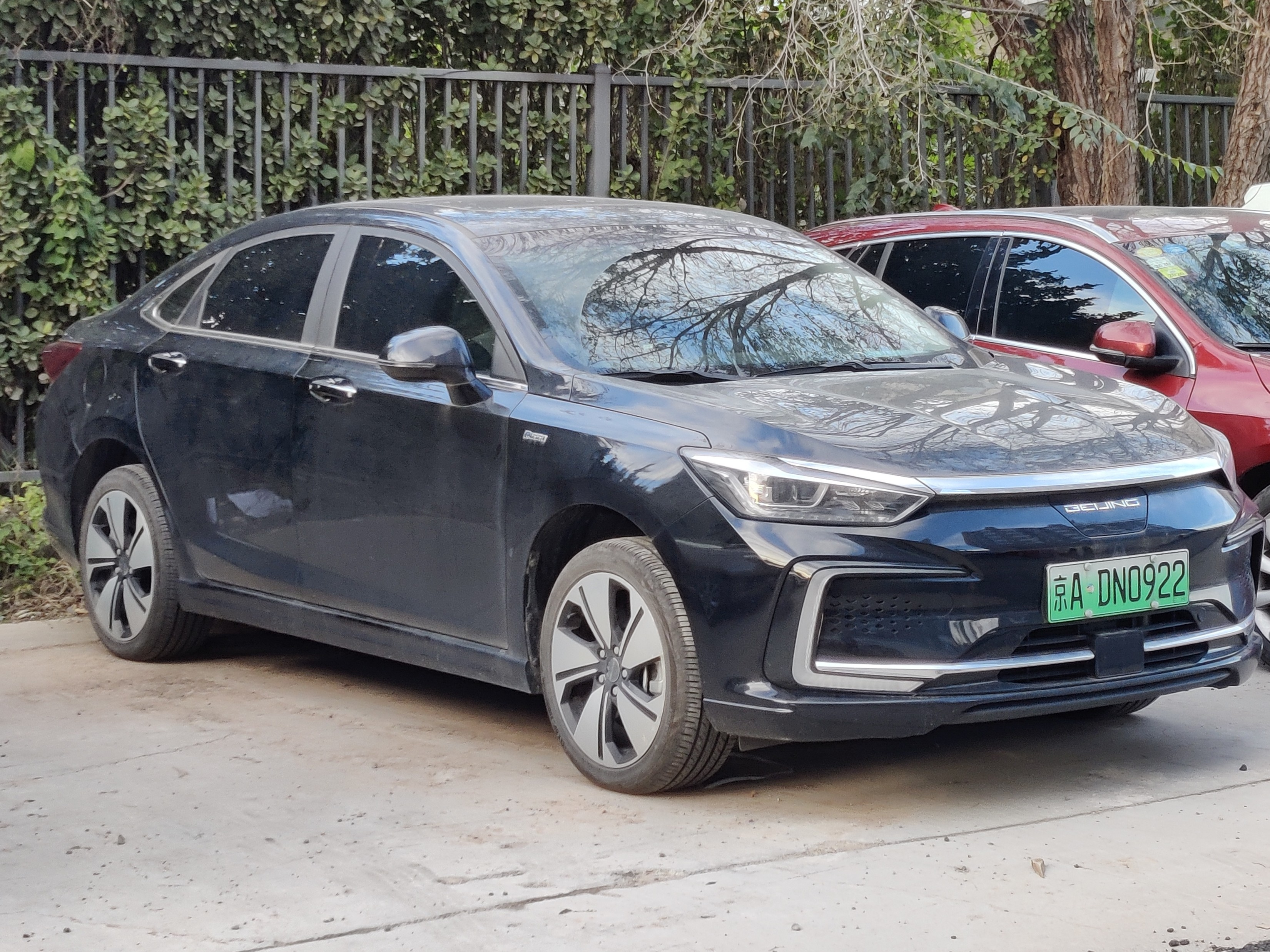
Вид спереди
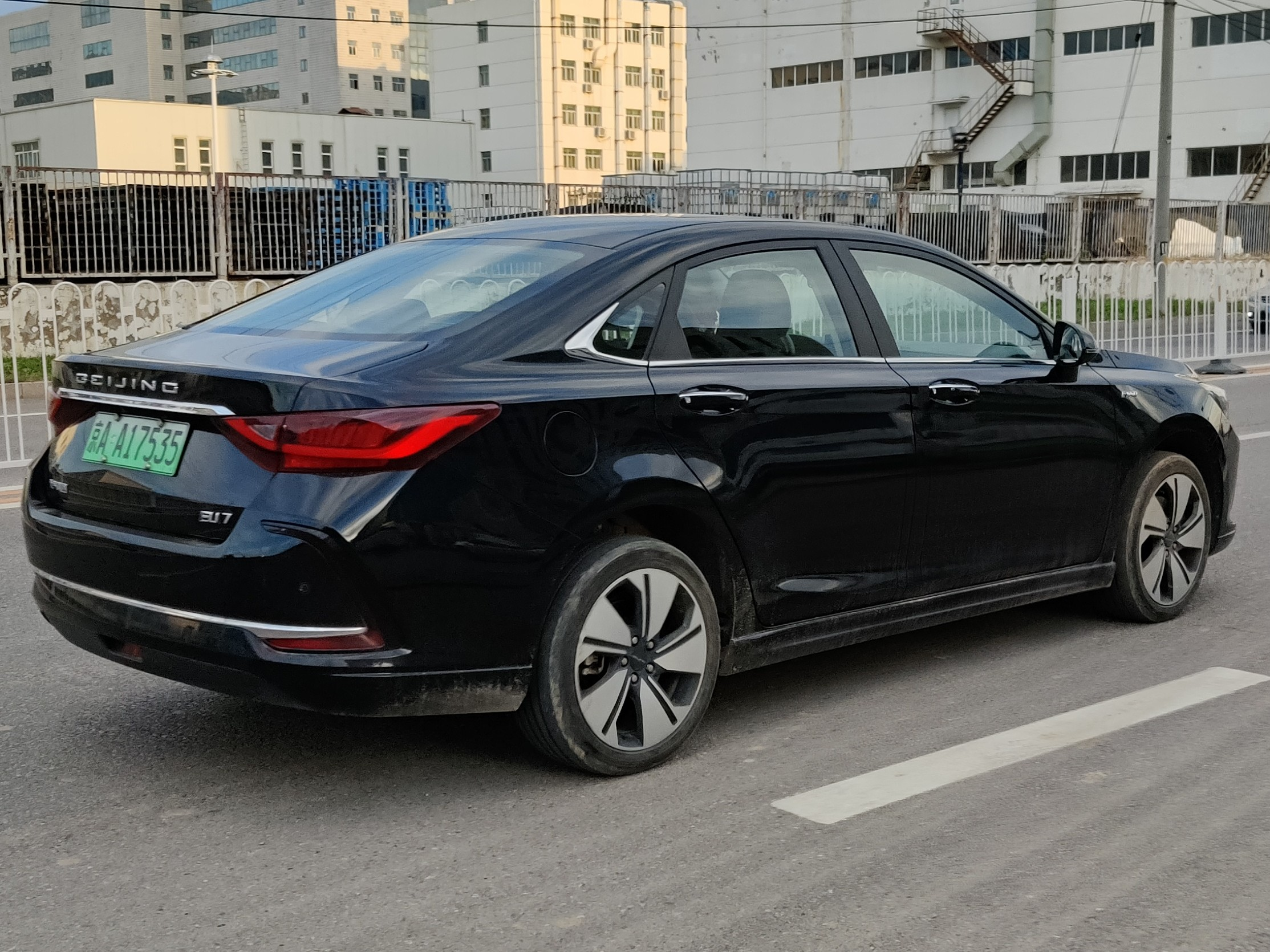
Вид сзади